# Iwan Worobjow (hokeista)
Iwan Aleksandrowicz Worobjow, ros. Иван Александрович Воробьев (ur. 1 sierpnia 1996 w Niżnym Tagile) – rosyjski hokeista.

## Kariera
- Berkuty Kubani Krasnodar (2013/2014)
- Russkie Witiazi Czechow (2013/2014)
- MHK Klin Sportiwnyj (2014/2015)
- Ałmaz Czerepowiec (2014-2016)
- Siewierstal Czerepowiec (2015-2016)
- HK Soczi (2016-2017)
- Dinamo Sankt Petersburg (2016-2017)
- Dizel Penza (2017-2018)
- Dinamo Sankt Petersburg (2018-2019)
- Saryarka Karaganda (2019)
- Nieftianik Almietjewsk (2019-2020)
- Łada Togliatti (2020-2021)
- Jużnyj Urał Orsk (2021-2022)
- Cracovia (2022)
- Czełmiet Czelabińsk (2022-)

Wychowanek Sputnika Niżny Tagił w rodzinnym mieście. Występował w zespołach lig juniorskich MHL-B i MHL oraz seniorskich rozgrywek KHL i WHL. W grudniu 2015 i w styczniu 2016 rozegrał dwa spotkania w barwach Siewierstali Czerepowiec. W 2016 przeszedł do HK Soczi, rozgrywając w jego barwach 21 mecze. W sezonie 2018/2019 grał już wyłącznie w Dinamie Sankt Petersburg w WHL. W czerwcu 2019 przeszedł do Saryarki Karaganda w lidze kazachskiej. Stamtąd pod koniec listopada 2019 został przetransferowany do Nieftianika Almietjewsk. Pod koniec października 2020 został przekazany do Łady Togliatti, gdzie wiosną 2021 przedłużył umowę o dwa lata. Pod koniec grudnia 2021 został zaangażowany przez Jużnyj Urał Orsk. Pod koniec stycznia 2022 ogłoszono jego angaż w zespole Cracovii w Polskiej Hokej Lidze. Po sezonie 2021/2022 odszedł z klubu. We wrześniu 2022 przeszedł do Czełmieta Czelabińsk.

## Sukcesy
Klubowe
- Puchar Kontynentalny: 2022 z Cracovią

Indywidualne
- MHL (2015/2016): Mecz Gwiazd MHL
- Puchar Kontynentalny 2021/2022#Superfinał: pierwsze miejsce w klasyfikacji asystentów w turnieju: 2 asysty[9]